# Къти Сарк
„Къти Сарк“ (Cutty Sark) е известен английски клипер, построен през 1869 г. и единственият класически клипер, оцелял до днес. Съхранява се в сух док в Гринуич в Лондон.

## История
Проектиран е от Херкулес Линтън и построен през 1869 г. в Дъмбартън, Шотландия от фирмата „Скот и Линтън“ за капитан Джон Уилис. Пуснат е на вода на 23 ноември през същата година. Участвал е в състезанията по пренасяне на новата реколта чай от Китай в Лондон.
Корабът е наречен от кап. Джон Уилис с името „Cutty-Sark“ (на шотландски германски: Cutty-Sark е „къса риза“) – прозвище на младата и привлекателна вещица, героиня на поемата на Робърт Бърнс „Там О'Шентър“ (на шотландски германски: „Tam O’Shanter“). Според сюжета, вещицата гони Там и в последния момент успява да хване кобилата му за опашката. Носовата фигура на клипера изобразява вещицата в къса нощна риза, протегнала ръка напред, със стиснат в юмрука ѝ кичур конски косми.

## Днес
От 1957 г. „Къти Сарк“ е кораб музей и популярна туристическа атракция.
На 22 май 2007 г. на клиперът избухва пожар, който нанася големи щети. Полицията не изключва умишлен палеж. Тръстът, чиято собственост е кораба, го възстановява, въпреки големите поражения. Повторното откриване след реставрацията става през април 2012 г. от кралица Елизабет.

### Регата „Къти Сарк“
През 1956 г. на името на клипера „Къти Сарк“ е наречена най-престижната регата за големи ветроходни кораби. Единственият български кораб, който участва в нея, е баркентината „Калиакра“.